# Conamara Chaos
Koordinaten: 9° 42′ 0″ N, 87° 18′ 0″ O

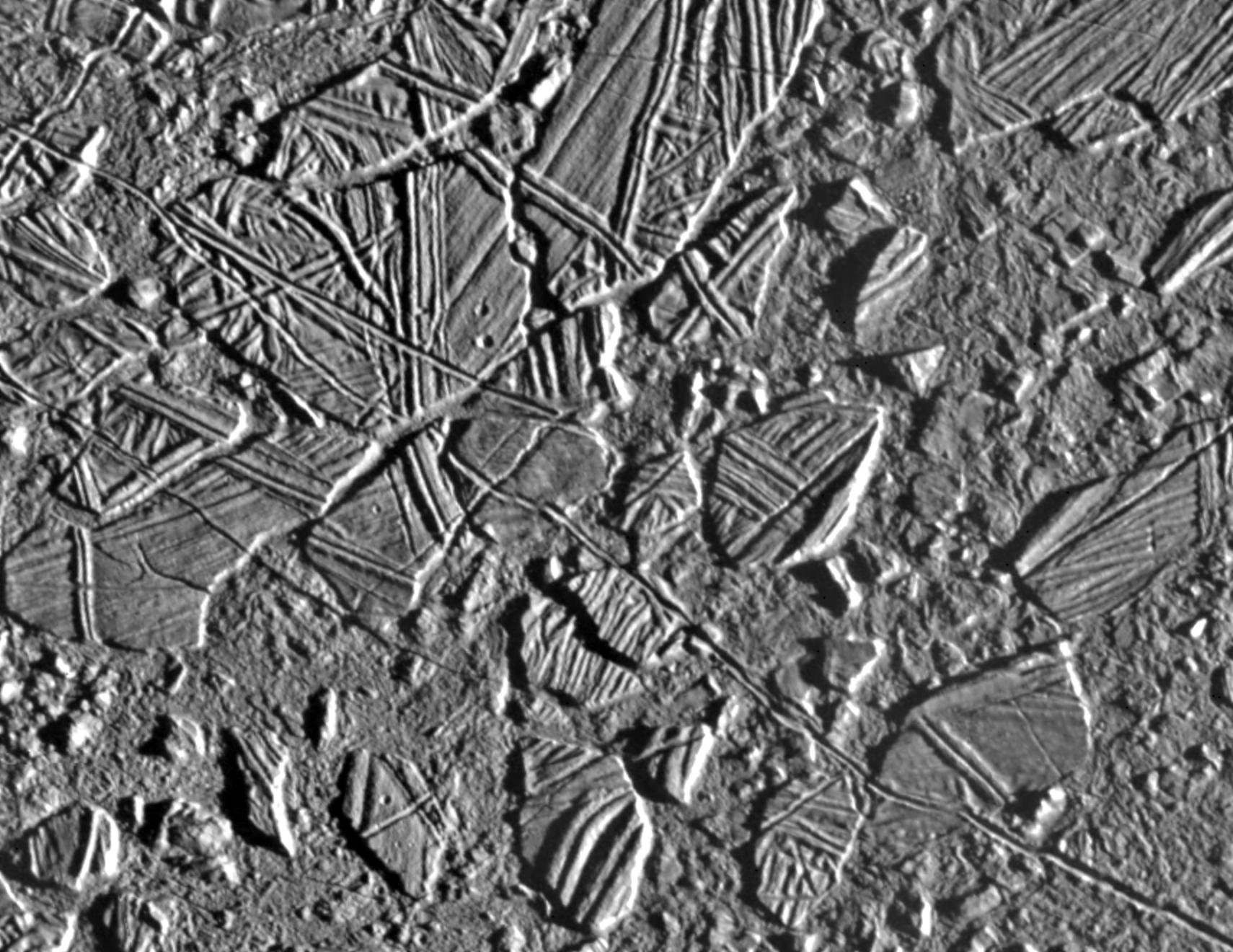
Eisschollen in Conamara Chaos

Conamara Chaos ist ein chaotisches Terrain auf Jupiters Mond Europa.
Es wurde nach Conamara (Connemara) in Irland aufgrund seiner ähnlich zerklüfteten Landschaft benannt.
Die Landschaft von Conamara Chaos wurde durch eine Störung der Eiskruste geformt.
Die Region besteht aus Eisschollen, die bewegt und gedreht wurden.
Die Platten sind von einer tiefer gelegenen Struktur umgeben, bei der noch unklar ist, ob sie von Wasser, Schlamm oder auch aus der Tiefe aufgestiegenem Eis geformt wurde.
Conamara Chaos wird als Beweis für einen flüssigen Ozean unter der vereisten Oberfläche auf Europa angesehen.